# Municipio de Grant (condado de Franklin, Nebraska)
El municipio de Grant (en inglés: Grant Township) es un municipio ubicado en el condado de Franklin en el estado estadounidense de Nebraska. En el año 2010 tenía una población de 113 habitantes y una densidad poblacional de 0,61 personas por km².

## Geografía
El municipio de Grant se encuentra ubicado en las coordenadas 40°10′35″N 98°46′59″O / 40.17639, -98.78306. Según la Oficina del Censo de los Estados Unidos, el municipio tiene una superficie total de 186.32 km², de la cual 186,32 km² corresponden a tierra firme y (0 %) 0 km² es agua.

## Demografía
Según el censo de 2010, había 113 personas residiendo en el municipio de Grant. La densidad de población era de 0,61 hab./km². De los 113 habitantes, el municipio de Grant estaba compuesto por el 100 % blancos. Del total de la población el 0 % eran hispanos o latinos de cualquier raza.